# Segling vid olympiska sommarspelen 1960
De olympiska tävlingarna i segling 1960 avgjordes mellan den 29 augusti och 7 september i Neapelbukten strax utanför Neapel. 289 deltagare från 46 länder tävlade i fem grenar. Grenarna var desamma som de varit vid olympiska sommarspelen 1956 förutom att Flygande Holländare introducerades som ny klass istället för 12m² Sharpie.

## Båtklasser
- Utrustning:

| Klass               | Typ    | Seglare | Trapets | Storsegel | Fock | Spinnaker | Första OS |
| ------------------- | ------ | ------- | ------- | --------- | ---- | --------- | --------- |
| Finnjolle           | Jolle  | 1       | 0       | x         | -    | -         | 1952      |
| Flygande Holländare | Jolle  | 2       | 1       | x         | x    | x         | 1960      |
| Starbåt             | Kölbåt | 2       | 0       | x         | x    | -         | 1932      |
| Drake               | Kölbåt | 3       | 0       | x         | x    | x         | 1948      |
| 5,5 m               | Kölbåt | 3       | 0       | x         | x    | x         | 1952      |

- Design:

## Medaljörer
| Gren                        | Guld                                                               | Silver                                                            | Brons                                                         |
| Finnjolle Detaljer...       | Paul Elvstrøm Danmark                                              | Aleksander Tšutšelov Sovjetunionen                                | André Nelis Belgien                                           |
| Flying Dutchman Detaljer... | Norge Peder Lunde jr. Bjørn Bergvall                               | Danmark Hans Fogh Ole Petersen                                    | Tysklands förenade lag Rolf Mulka Ingo Von Bredow             |
| Starbåt Detaljer...         | Sovjetunionen Timir Pinegin Fjodor Sjutkov                         | Portugal Mário Quina José Manuel Quina                            | USA William Parks Robert Halperin                             |
| Drake Detaljer...           | Grekland Kronprins Konstantin Odysseus Eskitzoglou Georgios Zaïmis | Argentina Jorge Salas Chávez Héctor Calegaris Jorge del Río Salas | Italien Antonio Cosentino Antonio Ciciliano Giulio De Stefano |
| 5,5 m Detaljer...           | USA George O'Day James Hunt David Smith                            | Danmark William Berntsen Steen Christensen Søren Hancke           | Schweiz Henri Copponex Pierre Girard Manfred Metzger          |

## Medaljtabell
| Pl.    | Nation                 | Guld | Silver | Brons | Totalt |
| ------ | ---------------------- | ---- | ------ | ----- | ------ |
| 1      | Danmark                | 1    | 2      | 0     | 3      |
| 2      | Sovjetunionen          | 1    | 1      | 0     | 2      |
| 3      | USA                    | 1    | 0      | 1     | 2      |
| 4      | Grekland               | 1    | 0      | 0     | 1      |
| 4      | Norge                  | 1    | 0      | 0     | 1      |
| 6      | Argentina              | 0    | 1      | 0     | 1      |
| 6      | Portugal               | 0    | 1      | 0     | 1      |
| 9      | Belgien                | 0    | 0      | 1     | 0      |
| 9      | Italien                | 0    | 0      | 1     | 1      |
| 9      | Schweiz                | 0    | 0      | 1     | 1      |
| 9      | Tysklands förenade lag | 0    | 0      | 1     | 1      |
| Totalt | Totalt                 | 5    | 5      | 5     | 15     |